# Грузьке (озеро)
Грузьке — солоно-грязьове озеро в південно-східній частині Орловського району Ростовської області.
Відноситься до Маницької озерної групи водойм реліктового (морського) походження. Розташоване на північ від озера Манич-Гудило, від якого відокремлено плоским пагорбом висотою до 3—5 м.
Площа водойми 8,25 км². Озеро має досить правильну форму витягнутого овалу близько 10,5 км в довжину і 1,5 км в ширину. Береги озера місцями підносяться до 3 м, в нього впадає кілька степових балок. На північному березі озера розташоване селище Манич.

## Цілющі властивості
На озері видобувається ропа — мінеральна вода озера. Кількість ропи залежить від температури повітря (сезону року) і кількості опадів. При відсутності вітру ропа рівномірно розподіляється по поверхні дна озера. За вітряної погоди вона швидко стікається на один бік, оголюючи іноді до 2/3 і більше дна озера. Поверхня озера з ропою завжди гладка, дзеркальна. Ропа має гірко-солоний, пекучий смак; на дотик ропа масляниста. Температура ропи коливається за сезонами року. У літню пору вона досягає (20-380), завдяки високим і крутим берегам, що захищають озеро від вітру.
З XVII століття на березі озера діє кліматокумисооздоровниця Манич. Тут відбувалося лікування грязями, ваннами з ропи і кумисом. На початку XIX століття лікарня була закрита, відновила діяльність в 1886 році. Управління роботою лікарні було покладено на керуючого гірською і соляною частинами в області війська Донського В. Вагнера і лікаря І. Владикіна. У 1908 році санітарна станція отримала назву «Вагнерівська». 10 квітня 1909 року височайше затверджено "Положення про Вагнерівську Маницько-Грузьку санітарну станцію.

## Дані державного водного реєстру Росії
- Код водного об'єкта: 05010500711107000008794
- Басейнова округа: Донська басейнова округа (5)
- Річковий басейн: Дон (російська частина басейну) (1)
- Річковий підбассейн: Дон нижче впадання Сіверського Донця. (5)
- Водогосподарська ділянка: Манич від витоку до Пролетарського д/у без рр. Калаус і Єгорлик (7)